# À bas les hommes
 (avril 2014).
Si vous disposez d'ouvrages ou d'articles de référence ou si vous connaissez des sites web de qualité traitant du thème abordé ici, merci de compléter l'article en donnant les références utiles à sa vérifiabilité et en les liant à la section « Notes et références ».
Pour plus de détails, voir Fiche technique et Distribution.
À bas les hommes est un film français de court métrage réalisé par Henri Decoin, sorti en 1931.

## Fiche technique
- Titre : À bas les hommes
- Réalisation : Henri Decoin
- Scénario : Henri Decoin
- Photographie : Gérard Perrin
- Son : Louis Bogé
- Montage : Henri Rust
- Production : Adolphe Osso
- Société de production et de distribution : Les Films Osso
- Pays de production :  France
- Format :  Noir et blanc - son mono
- Genre : court métrage comique
- Durée : 19 minutes
- Année de sortie : 1931

## Distribution
- Pitouto
- André Siméon
- Louis Zellas
- Lulu Watier : la jeune mariée
- Jim Gérald